# Kombinat Mikroelektronik Erfurt

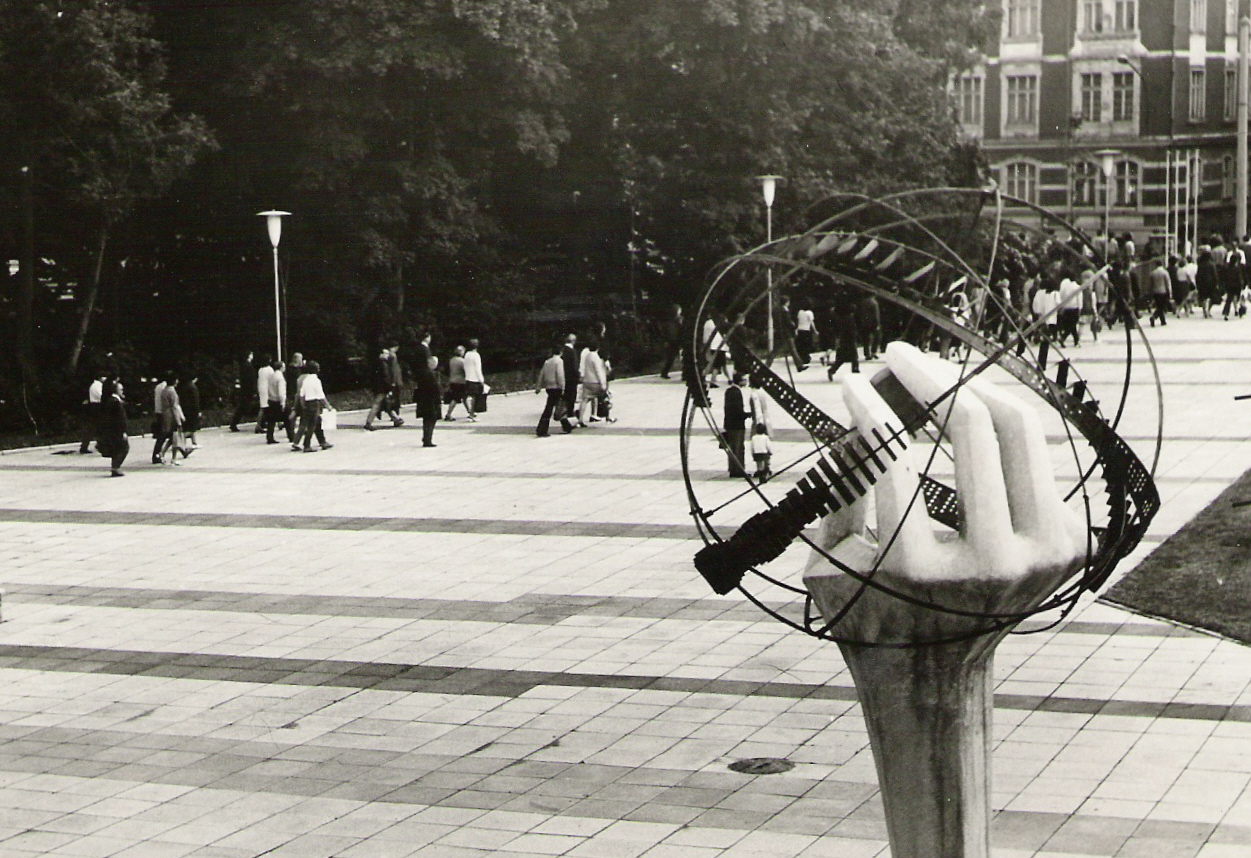
Skulpturen "Hand mit Chip“ vid ingången till "Funkwerk", stommen i Kombinat Mikroelektronik Erfurt

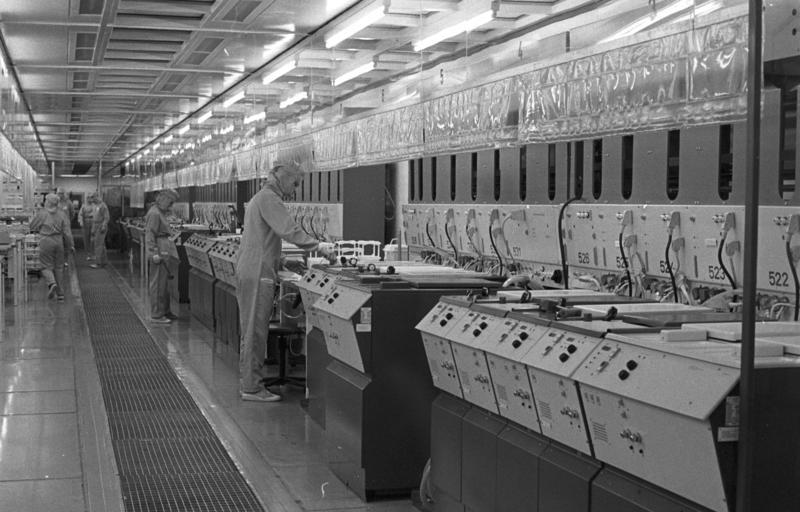
Halvledartillverkning 1989

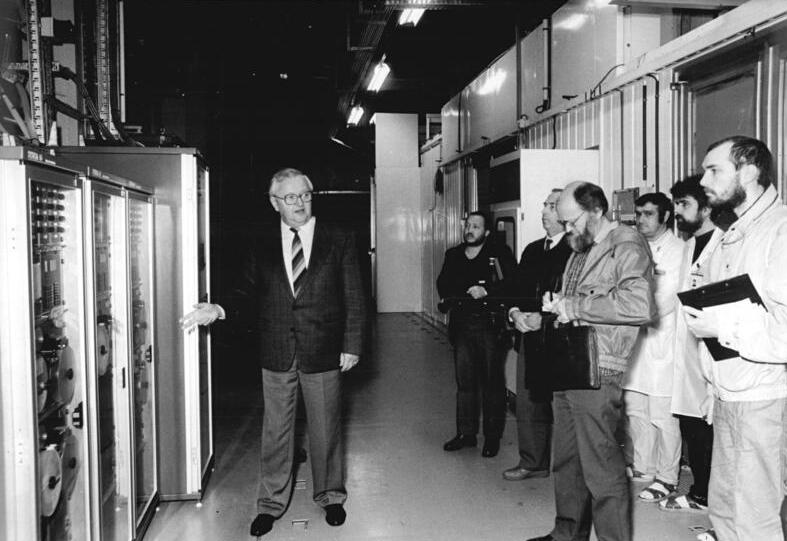
Direktören för Erfurtfabriken i samtal om miljöskydd med företrädare för det självständiga partiet Neues Forum.

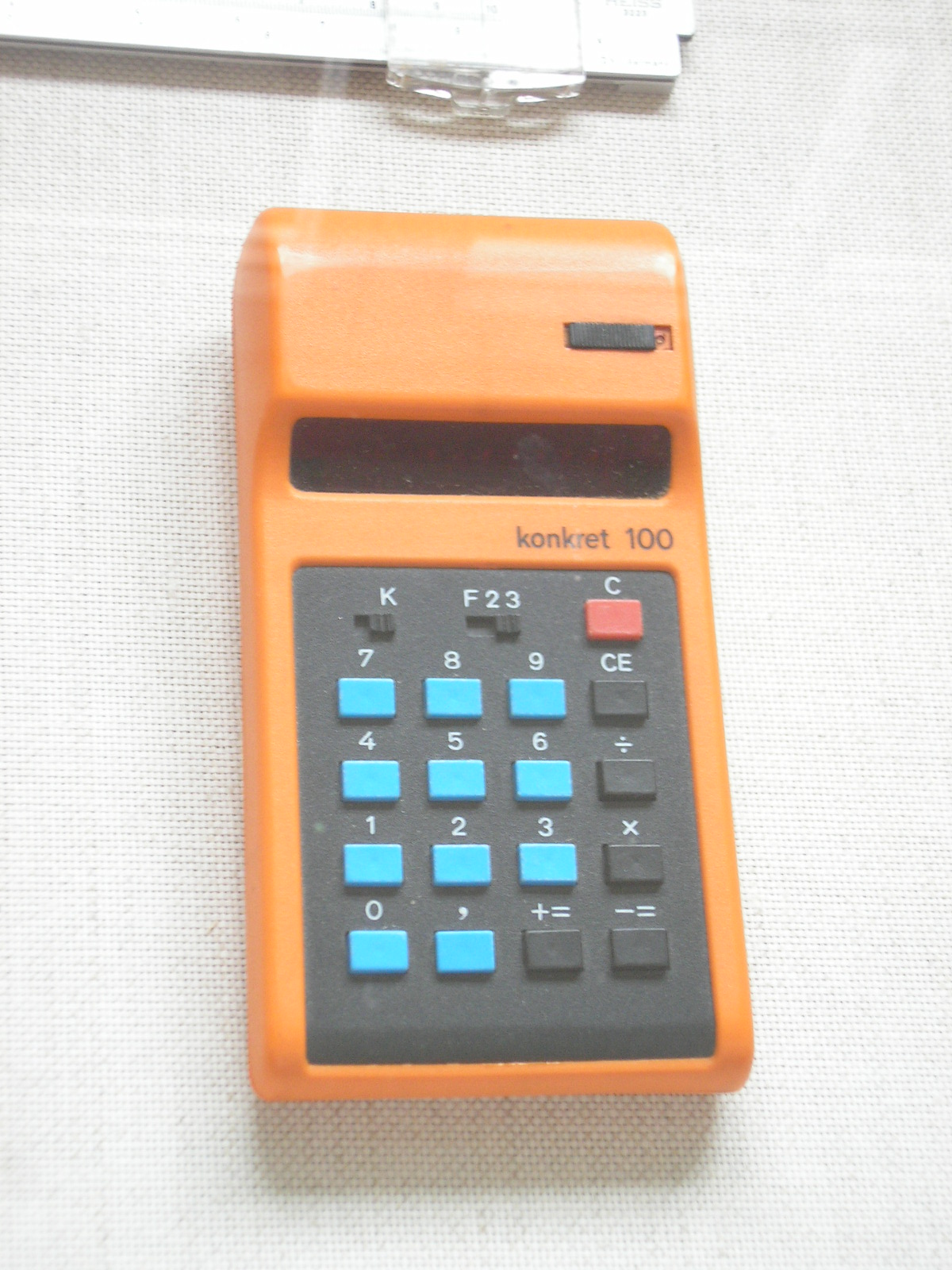
Miniräknaren "Konkret 100"

Kombinat Mikroelektronik Erfurt, KME, var ett folkägt företag som grundades 1977 i DDR som landets första kombinat med särskild inriktning på konstruktion och tillverkning av aktiva analoga och digitala elektroniska komponenter. Inom ramen för SEV tilldelades också kombinatet ansvaret för östblockets försörjning av mikroprocessorer och komplicerade minneskretsar. Trots att KME tilldelades avsevärda resurser i form av personal, materiel och stora ekonomiska ramar lyckades man inte ta igen eftersläpningen på en till två generationer jämfört med halvledartillverkarna i väst, inte minst på grund av CoComs embargo. 
Ledare för kombinatet var fram till dess upplösning Prof. Dr. Heinz Wedler.
Andra viktiga föremål för DDR:s utvecklingsprogram för mikroelektronik från och med 1977 var kombinaten Robotron och Carl Zeiss Jena samt DDR:s vetenskapsakademis institut för datorteknik.

## Delar i KME
- VEB Mikroelektronik "Karl-Marx" Erfurt (huvudfabrik), utvecklade och tillverkade unipolära kretsar
- VEB Halbleiterwerk Frankfurt/Oder, utvecklade och tillverkade bipolära kretsar, samt DDR:s enda spelkonsol, BSS 01
- VEB Mikroelektronik "Anna Seghers" Neuhaus am Rennweg, utvecklade och tillverkade transistorer
- VEB Applikationszentrum Berlin, importerade specialkomponenter, tillämpningar, planläggning för komponenter
- VEB Zentrum für Forschung und Technologie (ZMD) Dresden (togs över av Carl Zeiss), utvecklade och tillverkade kretsar enligt grindmatris- och standardcelltekniken, bedrev även teknologisk forskning
- VEB Röhrenwerk Rudolstadt, tillverkade specialelektronrör
- VEB Mikroelektronik "Karl Liebknecht" Stahnsdorf, utvecklade och tillverkade elektronik med hög prestanda
- VEB Mikroelektronik "Robert Harnau" Großräschen, utvecklade och tillverkade dioder
- VEB Werk für Fernsehelektronik Berlin, utvecklade och tillverkade optoelektroniska delar
- VEB Mikroelektronik "Wilhelm Pieck" Mühlhausen, tillverkade skolminiräknaren SR-1 och hemdatorerna KC85/2, KC85/3 och KC85/4, samt halvledardioder och reed-kontakter
- VEB Plastverarbeitung Eisenach

## Leitbereich Uhren
Tre företag utgjorde det så kallade Leitbereich Uhren med fokus på urtillverkning. Detta blev en kraftfull industrigren som dock hämmades av socialistisk näringslivsteori. Urtillverkning klassades som "ickesocialistisk näring" (NSW) och såldes därför till tillverkningskostnad.
- VEB Uhrenwerke Ruhla, hade hand om tillverkning av solid state-kretsar och maskintillverkning (nuv. MAHO)
- VEB Uhrenwerk Glashütte
- VEB Uhrenwerk Weimar